# Hạ Bạt Thắng
Hạ Bạt Thắng (chữ Hán: 贺拔胜, ? – 544), tên tự là Phá Hồ, người Tiêm Sơn, Thần Vũ, dân tộc Sắc Lặc, tướng lĩnh nhà Bắc Ngụy, Tây Ngụy trong lịch sử Trung Quốc.

## Thân thế
Hạ Bạt thị, dân tộc Sắc Lặc và Thác Bạt thị, dân tộc Tiên Ti đều đến từ Âm Sơn. Đầu đời Bắc Ngụy, tổ tiên của Hạ Bạt Thắng làm Đại Mạc Phất . Ông nội là Nhĩ Đầu, kiêu dũng tuyệt luân, lấy con nhà tử tế trấn thủ Vũ Xuyên, nhờ vậy mà trấn thành được yên ổn. Thời Bắc Ngụy Hiến Văn đế, người Như Như mấy lần vào cướp, là tai họa của biên giới phía bắc. Nhĩ Đầu đem du kỵ đi dò xét, trước sau đến 80 lần, nắm được tình hình của địch. Từ đó về sau những khi người Như Như đến, đều kịp thời đối phó. Nhĩ Đầu nhờ công được ban tước Long Thành hầu.
Cha là Độ Bạt, tính tình quả cảm cương nghị, làm Vũ Xuyên quân chủ. Cuối những năm Chính Quang (520 – 525), người trấn Ốc Dã là Phá Lục Hàn Bạt Lăng nổi dậy, phái biệt tướng Vệ Khả Cô đưa nghĩa quân đông tiến. Tướng giữ Hoài Sóc là Dương Quân nghe danh Độ Bạt, triệu đến bổ nhiệm làm Thống quân, giao cho một toán quân. Nghĩa quân Vệ Khả Cô khí thế rất thịnh, vừa vây Vũ Xuyên, vừa đánh Hoài Sóc.
Thắng từ nhỏ đã có chí lớn và tài thao lược, giỏi cưỡi ngựa bắn tên. Biên giới phía bắc không ai không biết tài năng và lòng can đảm của ông. Khi ấy, Thắng cũng làm Quân chủ, theo Độ Bạt đi trấn thủ.

## Theo cha chống lại nghĩa quân
Trải qua 1 năm bị vây, mà ngoại viện không đến, Thắng khẳng khái xin đi tìm viện quân, chủ tướng Dương Quân đồng ý. Thắng bèn mộ hơn mười kỵ binh thiếu niên dũng cảm, nhân đêm tối khoét tường mà ra. Nghĩa quân đuổi kịp, Thắng nói: "Ta là Hạ Bạt Phá Hồ đây." Nghĩa quân không dám đến gần.
Đến Sóc Châu, Thắng trình bày với Lâm Hoài vương Nguyên Úc rằng: "Hoài Sóc bị vây, sớm tối sẽ mất, trai gái cố giữ, mong ngóng quan quân. Đại vương là dòng dõi tông thất, chia sẻ việc nước, nhận lệnh chinh thảo, theo lý phải tìm giặc mà đánh. Nay ngài dừng quân không tiến, do dự không quyết. Hoài sóc nếu bị hãm, thì Vũ Xuyên cũng nguy. Nghịch tặc khi ấy, nhuệ khí tăng cao, dẫu có cái dũng của Hàn, Bạch, cái mưu của Lương, Bình, đại vương cũng không thể dùng được." Úc thấy lời lẽ của Thắng khẩn thiết, hứa sẽ ra quân, sai ông trở về báo tin. Thắng lại đột vây mà vào, giặc đuổi theo, ông bắn chết vài tên. Đến dưới thành, ông hô lớn: "Hạ Bạt Phá Hồ cùng quan quân đến đây." Quân lại sai Thắng đi Vũ Xuyên thăm dò, nhưng Vũ Xuyên đã bị hãm, ông bèn trở về, thì Hoài Sóc cũng vỡ. Cha con Thắng đều bị nghĩa quân bắt được.
Về sau, Thắng cùng cha, anh trai Doãn và em trai Nhạc cùng bọn hào kiệt Vũ Xuyên, Hoài Sóc là 4 cha con Vũ Văn Quăng, Dư Trân, Niệm Hiền, Ất Phất Phổ Căn, Úy Trì Chân Đàn, Độc Cô Tín… kêu gọi nghĩa dũng, tập kích giết chết Vệ Khả Cô. Độ Bạt bèn phái Thắng đến Sóc Châu báo tin, nhưng ông chưa quay về thì cha đã tử trận khi giao chiến với bộ lạc Thiết Lặc (hoặc Cao Xa), Vũ Văn Quăng đầu hàng Tiên Vu Tu Lễ. Trong những năm Hiếu Xương (525 – 527), Độ Bạt được truy tặng An viễn tướng quân, Tứ Châu thứ sử.
Khi ấy nghĩa quân Phá Lục Hàn Bạt Lăng đang vây Quảng Dương vương Nguyên Uyên ở Ngũ Nguyên, đêm ngày đánh thành. Uyên triệu Thắng đến làm quân chủ. Thắng bèn soái 200 kỵ binh mộ được, mở cửa đông thành ra đánh, chém hơn trăm thủ cấp. Nghĩa quân lui lại mấy chục dặm. Uyên thấy nghĩa quân đã lui lại một chút, nhân đó rút quân về Sóc Châu, Thắng thường ở bên cạnh ông ta.
Ông nhờ công được bái làm Thống quân, gia phong Phục Ba tướng quân. Sau đó, ông lại theo Bộc xạ Nguyên Toản trấn thủ Hằng Châu. Khi ấy có Tiên Vu A Hồ kêu gọi lưu dân Sóc Châu, đánh xuống phía nam. Trong thành Hằng Châu có người ngầm làm nội ứng. Thành bị hãm, Thắng cùng anh trai Doãn, em trai Nhạc bị thất lạc, bèn chạy về Tứ Châu ở phía nam. Doãn, Nhạc đầu quân cho Nhĩ Chu Vinh.

## Phục vụ Nhĩ Chu Vinh
Vinh cùng Tứ Châu thứ sử Úy Khánh Tân sinh ra kiềm khích, Vĩnh soái quân đánh Tứ Châu. Thành bị hãm, Vinh bắt được Thắng, rất vui mà rằng: "Ta có được anh em khanh, thiên hạ cũng không đủ để bình định."
Khi Thắng mới theo về với Vinh, thì Đỗ Lạc Chu ngăn giữ U, Định, Cát Vinh cát cứ Ký, Doanh. Vinh hỏi với Thắng rằng: "Tỉnh Hình hiểm yếu, là cửa đông của ta. Ý ta là muốn ông chịu thiệt đến đó trấn thủ, chưa biết ý ông thế nào?" Thắng đáp: "Tôi từ nhỏ đã gặp cảnh loạn lạc, gặp đủ những khó khăn, luôn muốn ra sức để báo ơn tri ngộ của ngài. Nay được trọng dụng, đúng như mong mỏi vậy!" Vinh bèn đưa Thắng lên làm Trấn viễn tướng quân, biệt tướng, lĩnh 5000 bộ kỵ đi trấn thủ Tỉnh Hình.
Năm Vũ Thái đầu tiên (528), Thắng theo Nhĩ Chu Vinh vào Lạc Dương, nhờ công phù lập Hiếu Trang đế, được phong làm Dịch Dương huyện bá, thực ấp 400 hộ. Sau đó ông dời sang nhận thêm các chức vụ Trực các tướng quân, Thông trực tán kị thường thị, Bình nam tướng quân, Quang lộc đại phu, Phủ quân tướng quân. Thắng theo thái tể Nguyên Thiên Mục chinh thảo Cát Vinh ở phía bắc, làm Tiền phong đại đô đốc. Trong trận chiến ở Phũ Khẩu, quân Ngụy đại phá nghĩa quân, Thắng bắt được vài ngàn người.
Tàn dư của khởi nghĩa Đỗ Lạc Chu là Hàn Lâu tụ tập ở Kế Thành, cướp bóc khắp nơi. Nhĩ Chu Vinh lấy Thắng làm Đại đô đốc, trấn thủ Trung Sơn. Lâu nghe uy danh của Thắng, không dám tiến xuống phía nam.
Nguyên Hạo tiến vào Lạc Dương, Hiếu Trang đế chạy ra Hà Nội. Vinh phong Thắng làm Tiền quân đại đô đốc, lĩnh ngàn kỵ binh cùng Nhĩ Chu Triệu vượt sông ở Giáp Thạch, đại phá quân Nguyên Hạo, bắt sống con trai ông ta là Lĩnh quân tướng quân Nguyên Quán Thụ cùng bọn tướng Lương là Trần Bảo Tư, rồi làm tiền khu tiến vào Lạc Dương. Ông được bái làm Vũ vệ tướng quân, Kim tử quang lộc đại phu, tăng thực ấp 600 hộ, tiến tước Chân Định huyện công, dời sang làm Hữu vệ tướng quân, gia phong Tán kỵ thường thị.

## Phục vụ liên quân họ Nhĩ Chu
Khi Nhĩ Chu Vinh bị giết, sự việc bất ngờ, Thắng quay lại theo Nhĩ Chu Thế Long đến cầu lớn Hoàng Hà. Ông mượn danh nghĩa là bề tôi không thù oán nhà vua, ép quân bản bộ trở về kinh thành yết kiến nhà vua. Hiếu Trang đế rất vui, cho ông giữ quan chức cũ, thêm Giả phiêu kỵ đại tướng quân, Đông chinh đô đốc, soái 1000 kỵ binh, cùng Trịnh Tiên Hộ đánh dẹp Nhĩ Chu Trọng Viễn.
Vì Tiên Hộ nghi ngờ, an trí cho ông ở ngoài doanh trại, người ngựa không được nghỉ ngơi. Trong chốc lát, quân Trọng Viễn đến, Thắng giao chiến bất lợi, bèn đầu hàng ông ta. Thắng quay lại cùng họ Nhĩ Chu hợp mưu, lập Tiết Mẫn đế, nhờ công được phong làm Trấn quân tướng quân, tiến hiệu Xa kị đại tướng quân, Nghi đồng tam tư, Tả quang lộc đại phu.
Chiến tranh Cao Hoan – liên quân họ Nhĩ Chu nổ ra, Thắng theo Nhĩ Chu Độ Luật từ Lạc Dương xuất phát, Nhĩ Chu Triệu từ Tịnh Châu khởi binh, Nhĩ Chu Trọng Viễn từ Hoạt Đài mà đến, 3 tướng soái hội quân ở phía đông Nghiệp Thành. Độ Luật cùng Triệu không bằng lòng với nhau. Thắng cho rằng gặp địch mà nội bộ có hiềm khích, là cầm chắc thất bại, bèn cùng Hộc Tư Xuân đến thẳng doanh trại của Triệu để hòa giải, ngược lại còn bị Triệu bắt giữ. Độ Luật cả sợ, bèn dẫn quân lui về.
Triệu đem Thắng ra chém, còn nói rằng: "Người giết Khả Cô, là tội thứ nhất; sau khi Thiên Trụ (chỉ Nhĩ Chu Vinh) qua đời, ngươi quay về mà không cùng đến với Thế Long, lại đi đánh Trọng Viễn, là tội thứ 2. Ta muốn giết ngươi đã lâu, bây giờ ngươi nói làm sao?" Thắng đáp: "Khả Cô làm phản, là tai họa lớn của nước nhà, cha con Thắng giết đi, công lao không nhỏ, ngược lại bị cho là tội, thiên hạ chưa từng thấy. Thiên Trụ bị hại, là vua giết tôi, Thắng có nên chống triều đình hay không? Việc của hôm nay, sống chết đều do đại vương. Nhưng giặc đã liền kề, cốt nhục lại cấu xé, tự xưa đến nay, chưa có ai là không bại vong. Thắng không sợ chết, chỉ sợ đại vương phạm sai lầm mà thôi." Triệu bèn tha cho ông. Thắng được tha chết, đi hơn trăm dặm, đuổi kịp quân Độ Luật.
Cao Hoan hạ được Tương Châu, binh uy dần thịnh. Vì thế liên quân Triệu, Thiên Quang, Trọng Viễn, Độ Luật,… hơn 10 vạn người bày trận ở Hàn Lăng. Triệu đưa thiết kỵ xông lên, vòng ra sau trận, muốn thừa cơ đánh vào lưng của quân Cao Hoan. Độ Luật ghét Triệu kiêu ngạo hung hãn, sợ ông ta hiếp đáp mình, bèn dừng quân không chịu tiến. Thắng thấy bọn họ chia rẽ, bèn đưa quân đầu hàng Cao Hoan. Quân Độ Luật vì việc này mà lui trước tiên, liên quân đại bại.

## Phục vụ Cao Hoan
Năm Thái Xương đầu tiên (532), triều đình lấy Thắng làm Lĩnh quân tướng quân, phong chức Thị trung. Hiếu Vũ đế muốn giết Cao Hoan, thấy em Thắng là Nhạc nắm quân đội Quan Tây, muốn dựa vào thế lực ông ta, bèn bái Thắng làm Đô đốc 3 Kinh, 2 Dĩnh, Nam Tương, Nam Ung 7 châu chư quân sự, tiến vị Phiếu kị đại tướng quân, Khai phủ nghi đồng tam tư, Kinh Châu thứ sử, gia thụ Nam đạo đại hành đài thượng thư tả bộc xạ.
Thắng đánh hạ Hạ Trá thú của nhà Lương, bắt thú chủ Doãn Đạo Trân. Ông lại sai người đi dụ dỗ Động Man vương Văn Đạo Kỳ, khiến ông ta đưa lễ vật đến cống nạp. Ung Châu thứ sử Tiêu Tục nhà Lương đánh Đạo Kỳ thất bại, vùng Hán Nam khiếp sợ. Thắng sai Đại đô đốc Độc Cô Tín, Quân tư Sử Ninh giữ Âu Dương, Toản Thành, Nam Ung Châu thứ sử Trưởng Tôn Lượng, Nam Kinh Châu thứ sử Lý Ma Liên, Đại đô đốc Vương Nguyên Quỹ giữ Cửu Sơn, Bạch Kịp, Đô đốc Bạt Lược Sưởng, Sử Ngỗ Long giữ Nghĩa Thành, Quân Khẩu, bắt sống tướng Lương là Trang Tư Duyên, lấy được mấy ngàn binh sĩ. Thắng đánh Phùng Dực, An Định, Miện Dương, đều bình định được.
Ông đóng quân ở giữa Phàn, Đặng. Lương Vũ đế ban sắc cho Tiêu Tục rằng: "Hạ Bạt Thắng là kiêu tướng của phương bắc, ngươi nên thận trọng." Tục bèn giữ thành không dám ra. Thắng được phong Trung thư lệnh, tăng thực ấp 2000 hộ, tiến vị Lang Tà quận công. Tục sai Liễu Trọng Lễ giữ Cốc Thành, Thắng tấn công nhưng chưa chiếm được.
Gặp lúc Hiếu Vũ đế và Cao Hoan có hiềm khích, ban chiếu gọi Thắng đến Lạc Dương. Ông đến Quảng Châu, do dự chưa tiến, thì đế đã chạy về phương tây. Thắng đưa quân về Nam Dương, sai hữu thừa Dương Hưu Chi dâng biểu xin nhập Quan, lại lệnh cho Phủ trưởng sử Nguyên Dĩnh coi việc của châu. Thắng soái quân bản bộ, đi về phía tây đến Quan Trung, đến Tích Dương, có chiếu thụ phong ông làm Thái bảo, Lục thượng thư sự. Khi ấy Cao Hoan đã chiếm được Đồng Quan, đóng quân ở Hoa Âm, Thắng bèn trở về Kinh Châu. Dân trong châu là Đặng Đản bắt Nguyên Dĩnh, đưa đến chỗ Hầu Cảnh ở phía bắc. Thắng về đến, Hầu Cảnh đưa quân tiến đánh. Ông thất bại, đưa theo vài chục kỵ binh chạy sang nhà Lương.
Thắng ở phương nam được 3 năm, Lương Vũ đế đãi ông rất hậu. Thắng thường mượn quân về đánh Cao Hoan, nhưng không có kết quả, bèn xin về. Lương Vũ đế nhận lời, còn tự mình đưa tiễn ở Nam Uyển. Sau khi trở về, mỗi khi cầm cung tên, thấy chim thú từ phương nam đến, Thắng đều không bắn, để tỏ lòng không quên ân đức của nhà Lương.
Thắng về Trường An, đến thẳng cửa khuyết để tạ tội. Triều đình Tây Ngụy chào đón ông trở về, thụ phong làm Thái sư.

## Phục vụ Vũ Văn Thái
Thắng theo Vũ Văn Thái đánh bại Đậu Thái ở Tiểu Quan, được gia chức Trung quân đại đô đốc. Ông lại theo Thái đánh Hoằng Nông. Thắng từ bến đò Thiểm (Thiểm Tân) vượt sông đi trước, tướng Đông Ngụy Cao Kiền bỏ trốn, Thắng đuổi theo bắt được, cầm tù ông ta. Ông đánh vùng Hà Bắc, bắt quận thú Tôn Yến, Thôi Nghệ.
Ông theo đại quân phá được quân Đông Ngụy ở Sa Uyển, đuổi đến thượng du Hoàng Hà. Thắng tiếp tục cùng Lý Bật đánh Hà Đông, cướp bóc Phần, Giáng, được tăng thực ấp so với trước 5000 hộ.
Chiến dịch Hà Kiều, Thắng đại phá quân Đông Ngụy. Vũ Văn Thái mệnh cho ông thu lấy hàng binh mà trở về. Khi Cao Hoan dốc quân đánh Ngọc Bích, Thắng làm Tiền quân đại đô đốc theo Thái đón đánh Hoan ở Phần Bắc.
Trong trận Mang Sơn, Thái nhận ra được cờ trống của Hoan, bèn mộ lấy 3000 quân cảm tử, đem giao cho Thắng, sai ông xông vào quân Đông Ngụy. Thắng rất nhanh gặp được Hoan, nhân đó hô lên rằng: "Hạ Lục Hồn, Hạ Bạt Phá Hồ ắt giết được nhà ngươi." Khi ấy quân cảm tử đều dùng binh khí ngắn để chiến đấu, Thắng cầm sóc đuổi theo Hoan được mấy dặm, ngọn sóc sắp đâm trúng. Đúng lúc ấy ngựa của Thắng trúng tên lạc mà chết, ông thay được ngựa thì Hoan đã chạy mất. Thắng than rằng: "Việc của ngày hôm nay, là do ta không mang theo cung tên, ý trời vậy!"
Năm ấy, các con của Thắng ở Đông Ngụy đều bị Cao Hoan giết chết. Thắng phẫn hận, nhân xúc động mà sinh bệnh. Năm Đại Thống thứ 10 (544), ông mất khi đang ở chức. Lúc lâm chung, Thắng viết thư cho Vũ Văn Thái rằng: "Thắng từ muôn dặm xa xôi tìm đến, gửi thân nơi triều đình, mong muốn được cùng ngài thảo trừ hết giặc giã. Không may mất đi, mà chí chưa thành. Nguyện ngài bên trong trước hết phải hòa hợp, rồi thuận thời mà hành động. Nếu (tôi) chết rồi mà còn thiêng, thì hồn phách sẽ quấy rối triều đình giặc, để báo ơn tri ngộ vậy!" Thái xem thư, rơi nước mắt hồi lâu.
Triều đình truy tặng Thắng làm Đô đốc chư quân sự của Định, Ký, … cả thảy 10 châu, Định Châu thứ sử, Lục thượng thư sự, thụy là Trinh Hiến. Năm Vũ Thành thứ 2 (560), ông được đưa vào thờ trong miếu của Bắc Chu Thái tổ (Vũ Văn Thái).
Vì Thắng không có con, nên con trai của Nhạc là Trọng Hoa được kế tự.

## Dật sự
Ban đầu, Thắng mới đến Quan Trung, tự cho mình tuổi cao chức trọng, gặp Vũ Văn Thái không vái (Thái là bộ hạ cũ của Hạ Bạt Nhạc, em Thắng), đâm ra hối hận, Thái cũng chờ xem ra sao!
Về sau, Thái đãi tiệc ở hồ Côn Minh, khi ấy có hai con chim le ở trên mặt hồ, Thái bèn đem cung tên cho Thắng mà rằng: "Đã lâu không thấy ngài bắn, mời ngài bắn cho vui!" Thắng chỉ cần 1 phát bắn trúng cả hai con, nhân đó vái Thái mà rằng: "Sai Thắng đi bắt Cao Hoan, đánh dẹp những kẻ chống lại triều đình, đều như việc này cả!" Thái rất đẹp lòng. Từ ấy, Thái đãi ngộ Thắng ngày càng hậu trọng, mà Thắng cũng phụng sự Thái hết lòng.

## Đánh giá
Hạ Bạt Thắng trưởng thành trong thời buổi tang loạn, rất giỏi võ nghệ, trong lúc ngựa chạy mà bắn chim bay, 10 phát trúng đến 5, 6. Vũ Văn Thái thường nói: "Các tướng gặp địch, sắc mặt đều rung động, chỉ có Hạ Bạt công lâm trận như bình thường, thật là bậc đại dũng!"
Khi Thắng ở địa vị cao, bắt đầu yêu thích đọc sách. Ông mời gọi các bậc văn nho đến, cùng thảo luận nghĩa lý. Ông tính tình thông minh thẳng thắn, trọng nghĩa khinh tài. Vào ngày ông qua đời, bên mình chỉ binh khí, giáp trượng cùng hơn ngàn quyển sách mà thôi.